# Aphis haroi
Aphis haroi är en insektsart. Aphis haroi ingår i släktet Aphis och familjen långrörsbladlöss. Inga underarter finns listade i Catalogue of Life.